# Habrophallos collaris
Habrophallos collaris — вид змій родини струнких сліпунів (Leptotyphlopidae). Мешкає в Південній Америці. Це єдиний представник монотипового роду Habrophallos.

## Поширення й екологія
Habrophallos collaris мешкають у Французькій Гвіані і Суринамі. Вони живуть у первинних тропічних лісах.